# Dallas – J.R. kehrt zurück
Dallas – J.R. kehrt zurück (Originaltitel: Dallas: J.R. Returns) ist ein US-amerikanischer Fernsehfilm von Leonard Katzman aus dem Jahr 1996. Er ist der zweite von drei Fernsehfilmen, die nach dem Ende der Serie Dallas (1978–1991) produziert wurden.

## Handlung
Fünf Jahre sind vergangen, seitdem J.R. Ewing die von seinem verstorbenen Vater geerbte Firma Ewing Oil an seinen langjährigen Erzfeind Cliff Barnes verloren hat. J.R. hatte in der Zwischenzeit in Europa ganz in der Nähe seiner Mutter Ellie und deren Ehemann Clayton Farlow gelebt und kehrt nun nach Dallas zurück, um die Firma wieder zurückzugewinnen. Nebenbei will er auch die zerrüttete Familie versöhnen und wiedervereinen. Doch dies ist gar nicht so einfach. Sein Sohn John Ross lebt seit der Scheidung vor einigen Jahren bei seiner Ex-Frau Sue Ellen.
Cliff Barnes, der im Öl-Geschäft immer als ewiger Verlierer galt, ist beruflich nun am Ziel seiner Träume angekommen. Er hatte einst sein Familienunternehmen Barnes Global mit Ewing Oil fusioniert. Doch auf privater Ebene ist er ziemlich niedergeschlagen. Denn seine Frau Afton Cooper ließ sich wegen der beruflichen Belastungen vor einiger Zeit von ihm scheiden und seine Tochter Rebecca sieht er dadurch nur noch äußerst selten.
J.R. schmiedet daraufhin einen hinterhältigen Plan, um Ewing Oil wieder in den Besitz seiner Familie zu bringen. Dafür holt er seinen Bruder Bobby, der nun als Ranger die Southfork-Ranch leitet und mit dem er in den letzten Jahren eher ein ambivalentes Verhältnis hatte, und sogar seine Ex-Frau Sue Ellen mit ins Boot, um Cliff Barnes eins auszuwischen.
Doch dabei hat J.R. die Rechnung ohne seinen alten Widersacher Carter McKay gemacht. Dieser ist Chef des Unternehmens Weststar und hat ebenfalls seit Jahren daran Interesse, die fusionierte Barnes-Firma zu übernehmen, um damit sein eigenes Unternehmen zu vergrößern und vielleicht der größte Öl-Unternehmer im Bundesstaat Texas zu werden. In J.R. wiederum erwacht nun sein alter Kampfgeist, denn mit Carter McKay hat er ebenfalls noch eine offene Rechnung zu begleichen.

## Hintergrund
Der Film ist eine Fortsetzung der im Jahr 1991 nach 357 Folgen eingestellten Serie Dallas. 1998 folgte der Spielfilm Dallas – Kampf bis aufs Messer.
Für Leonard Katzman war es die letzte Regie-Arbeit. Er starb im September 1996 im Alter von 69 Jahren an einem Herzinfarkt.
Die Erstausstrahlung in den USA erfolgte am 15. November 1996 bei CBS. Die deutschsprachige Erstausstrahlung erfolgte am 11. September 1998 in der ARD.

## Kritik
Das Lexikon des internationalen Films beurteilt den Film als „abgestandene Produktion, der in allen Belangen der Pfiff fehlt.“